# 말레이 전역
말레이 전역(Malayan campaign) 혹은 일본에서의 명칭 말레이 작전(일본어: マレー作戦 마레사쿠센[*]), E 작전은 제2차 세계 대전 중 태평양 전쟁 초기인 1941년 12월 8일부터 1942년 2월 15일까지 영국령 말라야(현 말레이반도)에서 연합국과 추축국이 맞붙은 군사 작전이다. 영연방 군대와 일본 제국군 사이 지상전이 주를 이루었으며 전역 초반에는 영연방과 태국 왕립 경찰 사이에도 소규모 교전이 있었다. 일본군은 전역 초기부터 해군과 공군에서 우위를 점했다. 말레이 식민지를 방어하던 영국, 인도, 오스트레일리아, 말레이 연합주 군대에게 이 작전은 총체적인 재앙 수준이었다.
말레이 전역에서 일본군은 더 많은 장비를 운반하고 험한 정글 지형을 신속하게 통과하기 위해 자전거 보병을 적극 사용한 것으로 유명하다. 폭파탄을 장비한 영국 왕립 공병대는 후퇴하는 동안 백여개가 넘는 다리를 파괴했지만 일본군의 진격을 지연시키는 데는 거의 도움을 주지 못했다. 일본군이 싱가포르 전투에서 싱가포르를 함락시키기까지 총 14,768명의 사상자가 발생했는데 연합국 측은 사망자 7,500~8,000명, 부상자 11,000명 이상, 실종자 및 포로 12만명 이상 등 총 130,246명의 사상자가 발생했다.

## 배경

### 일본
1937년부터 1941년까지 4년간 일본은 중국을 정복하러 시도했다. 일본은 군사 물자, 특히나 미국에서 들여오는 석유 등 물품 대부분을 해외 수입에 크게 의존했다. 1940년에서 1941년 사이 일본이 프랑스 식민지를 점령하자 미국, 영국, 네덜란드는 일본을 향해 석유와 전쟁 물자 무역에 대한 금수 조치를 발효했다. 금수 조치는 중국을 돕고 일본이 중국 본토 내 군사 행동 중단 촉구를 목표로 했다. 하지만 일본은 중국에서 철수하면 위신을 크게 잃는다고 판단해 대신 동남아시아의 미국, 영국, 네덜란드 영토를 향한 군사 행동을 취하기로 결정했다. 침공을 준비하는 일본군은 1941년 하이난섬과 프랑스령 인도차이나에 집결했다. 이 병력 증강을 연합국이 발견하고 일본에게 질문하자 일본 측은 중국을 향한 작전과 관련이 있는 것이라고 답했다.
일본군은 95식 경전차, 97식 중전차 치하, 89식 중전차 이고, 97식 경장갑차로 구성된 200여대의 전차를 집결시켰다. 또한 800기에 가까운 항공 지원을 받았다. 이에 반해 영연방군은 랜체스터 6×4 장갑차, 마몬-헤링턴 장갑차, 유니버설 캐리어와 인도 제100경전차중대에 배치된 구형 Mk VI 경전차 23대만 보유하고 있었으며 이 장갑차 모두 기갑전에 대비한 충분한 무장을 확보하지 못했다. 또한 전투기는 250대에 불과했고 이 중 절반이 전투 초기 며칠 안에 전부 손실되었다.
일본군이 말레이를 침공할 때 이와 동시에 진주만, 태평양의 여러 섬, 필리핀, 홍콩, 버마, 싱가포르, 보르네오, 태국까지 태평양과 동남아시아 전역에 대한 광범위한 동시다발적 공격을 시작했다.

## 전역 기간의 전투 목록
- 코타바루 전투 (1941년 12월 8일)
- 싱가포르 폭격 (1941년 12월 8일)
- 크로콜 작전 (1941년 12월 8~11일)
- 말레이 해전 (1941년 12월 10일)
- 지트라 전투 (1941년 12월 10~13일)
- 캄파르 전투 (1941년 12월 30일~1942년 1월 2일)
- 슬림강 전투 (1942년 1월 5~7일)
- 게마스 전투 (1942년 1월 14일)
- 무아르 전투 (1942년 1월 14~22일)
- 엔다우 해전 (1942년 1월 26~27일)
- 싱가포르 전투 (1942년 2월 8~15일)

## 같이 보기
- 극동 전쟁포로
- 남진론
- 일본의 태국 침공
- 일본의 말라야 점령
- 말라야 전역 기간 일본군의 전투 서열
- 말라야 사령부

## 참고 문헌
- Bayly, Christopher / Harper, Tim: Forgotten Armies. Britain's Asian Empire and the War with Japan. Penguin Books, London, 2005
- Bose, Romen, "Secrets of the Battlebox: The Role and history of Britain's Command HQ during the Malayan Campaign", Marshall Cavendish, Singapore, 2005
- Burton, John (2006). 《Fortnight of Infamy: The Collapse of Allied Airpower West of Pearl Harbor》. US Naval Institute Press. ISBN 978-1-59114-096-2.
- Corfield, Justin & Robin (2012). 《The Fall of Singapore》. Singapore: Talisman Books. ISBN 978-981-07-0984-6.
- Cull, Brian (2004). 《Hurricanes Over Singapore: RAF, RNZAF and NEI Fighters in Action Against the Japanese over the Island and the Netherlands East Indies, 1942》. London: Grub Street. ISBN 978-1-904010-80-7.
- Cull, Brian (2008). 《Buffaloes over Singapore: RAF, RAAF, RNZAF and Dutch Brewster Fighters in Action Over Malaya and the East Indies 1941–1942》. London: Grub Street. ISBN 978-1-904010-32-6.
- Dixon, Norman F, On the Psychology of Military Incompetence, London, 1976
- Falk, Stanley L. (1975). 《Seventy days to Singapore: The Malayan Campaign, 1941–1942》. London: Hale. ISBN 978-0-7091-4928-6.
- Farrell, Brian (2015). 《The Defence and Fall of Singapore》. England: Monsoon. ISBN 978-981-4423-88-5.
- Kelly, Terence (2008). 《Hurricanes Versus Zeros: Air Battles over Singapore, Sumatra and Java》. Barnsley: Pen and Sword. ISBN 978-1-84415-622-1.
- L., Klemen (1999–2000). “Forgotten Campaign: The Dutch East Indies Campaign 1941–1942”. 2011년 7월 26일에 원본 문서에서 보존된 문서.
- Kratoska, Paul H. (2018년 4월 30일). 《The Japanese Occupation of Malaya and Singapore, 1941-45: A Social and Economic History》. NUS Press. ISBN 978-9971-69-638-2.
- Seki, Eiji. (2006). Mrs. Ferguson's Tea-Set, Japan and the Second World War: The Global Consequences Following Germany's Sinking of the SS Automedon in 1940. London: Global Oriental. ISBN 978-1-905246-28-1 (cloth) [reprinted by University of Hawaii Press, Honolulu, 2007 – UH Press: Books and Journals published by the University of Hawaii Press previously announced as Sinking of the SS Automedon and the Role of the Japanese Navy: A New Interpretation.
- Shores, Christopher F; Cull, Brian; Izawa, Yasuho. Bloody Shambles, The First Comprehensive Account of the Air Operations over South-East Asia December 1941 – April 1942 Volume One: Drift to War to the Fall of Singapore. London: Grub Street Press. (1992) ISBN 978-0-948817-50-2
- Smith, Colin, Singapore Burning: Heroism and Surrender in World War II, London, 2005.
- Smyth, John George Smyth, Percival and the Tragedy of Singapore, MacDonald and Company, 1971.
- Thompson, Peter, The Battle for Singapore, London, 2005, ISBN 978-0-7499-5068-2 (HB)
- Warren, Alan, Singapore: Britain's Greatest Defeat, Singapore, 2002.
- Wigmore, Lionel (1957). 〈Chapter 8: Invasion of Malaya〉. 《Part II: South–East Asia Conquered》. 《The Japanese Thrust》. Australia in the War of 1939–1945. Series 1 – Army IV online, 1판 (Canberra, ACT: Australian War Memorial). 137–152쪽. OCLC 464084033. RCDIG1070203. 2016년 11월 3일에 확인함.
- Gurcharn Singh Sandhu, The Indian cavalry: history of the Indian Armoured Corps, Volume 2, Vision Books, 1978 ISBN 978-81-7094-004-3